# Новые Воины
Но́вые Во́ины (англ. New Warriors) — команда супергероев издательства Marvel Comics, традиционно состоящая из подростков и молодых взрослых героев. Они часто воспринимаются как младшая версия «Мстителей» во многом так же, как и «Новые Мутанты/Сила Икс» с Людьми Икс. Они впервые появились в The Mighty Thor #411 (декабрь 1989) в качестве камео, но дебютировали в The Mighty Thor #412. На протяжении многих лет Новые Воины, в их различных воплощениях, были представлены в пяти разных томах.
Оригинальные Новые Воины были созданы редактором Томом ДеФалко, который собрал вместе из комиксов Marvel персонажей Огненная звезда,  Марвел Боя, Нэмориту, Нову и Спидбола и добавил вновь созданного Ночного Громилу, чтобы сформировать команду молодых супергероев, известных как «Новые Воины. Благодаря 75 сериям комиксов команда сражалась с рядом противников, включая второго Сфинкса, организацию Складной круг и даже Фантастическую четвёрку. Со временем к команде присоединились Силуэт, Рэйдж, Хидсайт Лэд, Бандит, Таймслип, Кинжал, Тёмный ястреб, Пауэрпакс, Турбо и Алый паук.
Второй том «Новые воины» был опубликован в 1999-2000 годах и был выпущен на 11 выпусков до отмены. Эта команда состояла из Нэмориты, Новы, Спидбола и Турбо, к которым присоединились новые участники Болт и Иджис.
Третий том New Warriors был мини-серией из шести выпусков, в которой команда супергероев была брошена, поскольку звезды своего собственного телешоу на реалити-шоу, «Ночной Громила», «Нова» и «Спилбол» присоединились к Микробу и Дэбри . Новые воины находятся в центре телевизионной битвы против ряда супер-злодеев в Стэмфорде, штат Коннектикут, где Нитро взрывается, убивая 612 человек, включая нескольких членов Новых Воинов. Этот инцидент был одной из искр, которая привела к Гражданской войне в 2006 и 2007 годах.
Четвертый том New Warriors показала, что Ночной Громила собрал группу бывших мутантов и заменил их потерянные способности технологиями. Комическая книга была опубликована с 2007 по 2009 год и продолжалась всего 20 выпусков. Во время рассказа выяснилось, что Ночной Громила - изначальный брат Ночного Гормилы, ранее известный как Бандит, который хочет вернуться во времени и изменить события в Стэмфорде, которые убили его брата. Когда они пытаются вернуться в прошлое, команда попадает в дистопическое будущее, где оригинальный «Ночной Громила» - безжалостный диктатор. Когда Новые Воины вернулись в свое время, они распустились.
Пятый том New Warriors был запущен в рамках All-New Marvel NOW! в 2014 году. Книга продержалась 12 выпусков пока была не отменена. В этой истории были оригинальные члены Новых Воинов: Судья (ранее Марвел Бой), Спидбол и Силуэт, объединившихся с новым Новой, Алым пауком, Колибри, Солнышком, Хаячи и Водяной змеёй.

## История публикации
Новые Воины впервые появились в выпусках 411 и 412 титула Marvel Comics The Mighty Thor. Команда была составлена автором / редактором Томом ДеФалько, состоящим из молодых супергероев как Огненная звезда, Марвел Бой, Нэморита, Нова и Спидбол, всех из которых когда-то показывали в сольных сериях комиксов или поддерживавших персонажей в более известных сериях. В этот комикс ДеФалко добавил Ночного Громилу, оригинального персонажа, который станет основателем и лидером команды. Новые воины не были сторонниками, как и некоторые предыдущие подростковые команды супергероев.
Новые Воины были представлены в одноименной серии с 1990 по 1996 год, написанной Фабианом Никиза с художником Марком Бэгли. Никиза написал серию для первых 53 выпусков. Серия продлилась 75 выпусков и четыре года, отрываясь от ряда титулов, в том числе мини-серию с участием Ночного Громилы и Марвел Боя (к тому времени переименованного в Судью) и продолжающимися сериями с Новой и Ночным Громилой.
Недолговечное возрождение было начато в 1999 году, продержалось десять выпусков, а в 2005 году последовала серия мини-серий. В мини-серии «Новые Воины» согласились сыграть в телевизионном шоу на самом деле, чтобы финансировать свою команду. Четвертая серия была запущена в июне 2007 года, отвлекаясь от событий Гражданской войны.
Новая целая серия началась в феврале 2014 года, когда новая команда Новых Воинов была объединена угрозой Высокого Эволюционера, который намеревался уничтожить сверхмощное население Земли.

## История

### Том 1
Дуэйн Тэйлор, более известный как «Ночной Громила», тщательно исследует группу молодых героев, чтобы помочь ему вести войну с преступностью. Это Ванс Астровик, известный как Марвел Бой, Анжелика Джонс, известная как Огненная звезда и Ричард Райдер, который в то время считал, что он обессилел после ухода из Корпуса Новы. Во время своей первой битвы с Терраксом, бывшим вестником Галактуса, к ним присоединился Робби Болдуин, известный как Спидбол и атлантка Нэморита. Они побеждают Терракса, но Мстители непреднамеренно в конечном итоге берут своё. Команда решает остаться вместе, и Спидбол называет их «Новыми Воинами» после сообщения в новостях, которые он видел во время битвы.
Недавно созданная команда ввязывается в драку между Тором и Джаггернаутом, помогая Тору отправить Джаггернаута в другое измерение. Во втором выпуске команды Ночной Громила возвращается, чтобы преследовать его, когда представлена команда брата Полночный огонь и сестры Силуэт. Затем корпорация Genetech нанимает Безумного мыслителя для сбора информации о Новых Воинах, чтобы создать своих сверхлюдей, в результате чего они сразились с командой сверхлюдей Псионекс компании Genetech. Воины путешествуют, чтобы остановить сверхчеловека по имени Звездный вор, который разрушает космические запуски, а Огненная звезда, Марвел Бой и Нэморита останавливаются на Луне вместе с Нелюдями. Команда теряет Ночного Громилу отправившегося в Бразилию, чтобы спасти мать Спидбола от экологической террористической группы и сразиться с со злодеями из команды Сила природы. Ночной Гроила остается позади, чтобы исправить ситуацию с Силуэтом и противостоит Карателю. Когда Воины возвращаются в Нью-Йорк, их штаб (здание Амброуза) разрушается в битве с Озорными по требованию Огненной звезды.

### Вчера навсегда
Их следующее приключение включает в себя преобразование мира в альтернативное по прихоти Мерит Карим, второго Сфинкса, как видно из сюжета Forever Yesterday. Этот альтернативный мир включал в себя Египет, который стал сверхдержавой и образовал Соединенные Штаты Ассирии, где Мстители этой реальности служили правительственной целевой группой Мерета. Это отменено Новыми Воинами новой, Марвелмэном (альтернативный друг Марвел Боя), Огненной звездой и Дуэйном Тэйлором (который не является Ночным Громилой в этой реальности).

### Складной круг
Новые воины вместе с несколькими членами Псионекса, Фантастической четвёркой и Серебряным Сёрфером сражаются с обновленным Терраксом. Примерно в это же время Силуэтт присоединяется, и Новые Воины встречаются с Мстителем-Яростью и сольным героем Тёмным ястребом. Левая рука также начала собирать случайных сверхлюдей для команды, которую он называет «Складной круг», один из которых - Брат Силуэта Полуночный огонь.
Воины также сражались с Фантастической четверкой, когда Марвел Бой, который находился под контролем Кукольника, похитил дочь Кукольника Алисию Мастерс. Хозяин Кукольник знал, что с ней что-то не так. Позже выяснилось, что Скрулл Лия была в образе Алисии.
Ночной Громила обнаруживает, что его компания «Фонд Тейлора», участвует в незаконных сделках и собирается докопаться до правды. В процессе он обнаруживает, что его законный опекун, Эндрю Чорд, предавал его в течение неопознанного периода времени. Команда противостоит мутанту бессмертного Гедеона в отношении его участия, и он охотно побеждает и мучает их, прежде чем дать им информацию, которую они ищут. Вскоре после этого команда приходит к моральному перекрестку в миссии, связанной с торговцами кокаином, и Громила покидает команду. ночной Громила затем вступает в контакт со Складным кругом.
Возвращаясь домой после конфронтации с Гидеоном, Марвел Бой случайно убивает своего отца, когда его отец нападает на него (как он это делал в прошлом). Марвел Бой арестован и признан виновным в небрежном убийстве, а Огненная звезда раскрывает её любовь к нему.
С ранее нераскрытыми способностями Тай (суррогатная мать Громилы) противостоит и по-видимому, убивает Силуэт. Силуэт выживает и собирает оставшихся Новых Воинов. Они учатся из Аккорда мистического заговора, чтобы взять под контроль мир в Камбодже, и они нанимают Ярость и Тёмного Ястреба, чтобы помочь им. Складной круг также отправляется в Камбоджу. Новые Воины (с последующей помощью Складного круга) сражаются с Тай, который раскрывает её планы о мировом господстве. Тай побеждена и принесена в жертву в мистическом колодце вместе с Левой рукой. В конце концов, Громила присоединяется к Воинам.
После приключения Ярость уходит из Мстителей и Спидбол приглашает его присоединиться к Новым Воинам. Тем временем, только будучи осужденным за убийство своего отца, Марвел Бой сопровождают в Убежище через охраняемый гвардейским тюремным фургоном. Нэморита, Нова и огненная звезда пытаются освободить его из фургона, но он отказывается, решив отбыть наказание. Огненная звезда и Марвел Бой делятся одним последним моментом и заявляют о своей любви друг к другу.

### Нэморита как лидер
Ночной Громила покидает команду, чтобы привести Фонд Тейлора в порядок и Нэморита берет на себя руководство. Команда встречает Турбо (Мичико «Микки» Мусаси) и участвует в гражданской войне в стране Транс-Сабал. Хотя они в конце концов отступают, действия Воинов (в особенности Нэмориты) не помогли стране. Тем временем Силуэт пропала без вести, а родители Спидбола расстались. Спидбол переезжает в Нью-Йорк с матерью, чтобы быть ближе к Новым Воинам.
Команда сталкивается с новым злодеем Дарклингом и встречается с Плащом и Кинжалом и вторым Турбо (Майкл Джеффрис). Марвел Бой приспосабливается к тюремной жизни и становится хорошим другом с охранниками, в первую очередь человеком, который станет вскоре Гибридом. Марвел Бой помогает найти компромисс между заключенными и персоналом «Убежища», подавляя восстание заключенных. Тем временем Карлтон ЛаФройдж (Хиндсайд Лэд), новый сосед Спидбола, шантажирует его, давая ему членство Воинов после того, как Карлтон обнаружил секретную личность Спидбола.
Некоторое время спустя Нэморита имеет однодневную стойку с Кимеико Ашу, бывшим противником Ночного Громилы (неизвестного ей в то время). Ашу крадет адресную книгу Нэмориты, открывая секретные личности Воинов и похищая их семьи. Бабушка Раджа, последний член его семьи, случайно умирает. В возмездии Ярость убивает Ашу. Ночной Громила оправдывает действия Ярости в суде, и судья правил в пользу Рэйджа, и он освобождается под стражу Аккорда. Нэморита покидает команду, чувствуя себя виноватой.
На Нову нападает Гартан Зааль, нова-центурион, и после конфликта между Воинами, Саалом, Огненным Лордом, Аир-Уокер и безумным Новой, Ксандар восстанавливается. Нова получает звание Центуриона Прайма и ему разрешено вернуться на Землю, чтобы продолжить свою деятельность в качестве супергероя.
Между тем, Нэморита сталкивается с проблемами в Атлантиде и захвачена. Ее тело подвергается клеточным изменениям, в результате того, что она является клоном, в синекожий атлант. После разговора с Намором она переименовала себя в Каймаера и решает воссоединиться с Новыми Воинами. Позже Марвел Бой освобождается условно-досрочно, но после анти-мутантных нападений на свою мать решает не воссоединяться с Новыми Воинами, а вместо этого присоединяется к Шиноби Шоу и Апстартс (как запланировано им и Громилой) и переименовывает себя в Судью.

### Детская игра
Вскоре после этого начинается дуэльная игра «Ребенок», а Апстартс - то, что называется Молодой охотой, миссией захватить всех выживших Новых Мутантов (которые к тому времени называются Силка Икс) и Озорников. Эта игра вводит Апстартс конфликт с Воинами (Огненная звезда - бывший озорник) и Силой Икс. Апстартс захватывают большинство своих целей, но Пейдж Гатри убеждает Гейммастера сыграть в другую игру: вместо убийства мутантов Апстартс должны попытаться найти и обучить молодых мутантов, подобных ей. Гейммастер заинтригован и отменяет конкуренцию.

### Снова и снова
Вскоре после этого исходный Сфинкс возвращается, крадя часть власти, которую держит Мерит Карим. Новые воины раньше встречались с ней в New Warriors #10-13. Аназ-На MМут планирует свою месть против Воинов, транспортируя восемь своих активных членов (Огненная звезда, Судья, Каймаера, Ночной Громила, Нова, Ярость, Силуэт и Спидбол) в разные места в потоке времени. В ответ Hindsight Lad и Бандит собирают новую команду Warriors (Кинжал, Тёмный ястреб, Пауэрпакс и Турбо), чтобы спасти других с помощью Мерета. Они преуспевают, и две команды Воинов сражаются вместе с Сфинксом, которые сдаются после изучения его собственной истинной природы и наконец принимают вечное предложение любви Мерета. Они сливаются в одно составное существо и уходят в поток времени, чтобы начать свою жизнь вместе заново. В New Warriors #51 команда реструктурирована, так как Безумный мыслитель снова советует команде, особенно о трудностях взросления как отдельных игроков. Основная команда состоит из шести основателей (Огненная звезда, Судья, Каймаера, Ночной Громила, Нова и Спидбол), а также Ярость. Хиндсайт Лэд, Кинжал и Алекс Пауэр становятся резервными членами. Бандит и Силуэт покидают команду.
Позже они снова обращаются к команде Псионекс и отправляются в страну Заир, где команда захвачена Солдатами Несчастья. В конце битвы Kymeara промывают мозги и телепортируются вместе с злодеями. Ночной Громила и Ярость покидают команду после того, как выходят из-за их отсутствия в предыдущей миссии команды и команда также сражается с разъяренным Нэмором, который в конечном итоге решает помочь команде в поиске Каймаеры.
Воины помогают с мирной конференцией ООН при содействии Сабры. Нова теряет свои силы, Турбо и Алекс Пауэр становятся полноправными членами, а Хиндсайт Лэд становится просто Хиндсайтом. Ночной Громила и Ярость решили начать обучение Псионекс. Затем команда включает себя в «Максимальное клонирование», сражаясь и захватывая Хеликса. После этого Алый Паук присоединяется к команде.
Команда снова сталкивается с Псионекс, теперь возглавляемым бывшим из Воином Ночным Громилой, а также занимается молодой девушкой Риной Патель, которая увидела видение будущего, в котором умирает Спидбол. У Спидбола были проблемы с контролем собственных сил. Они почти в состоянии схватить Каймаеру от Солдатов Несчастья, но терпят неудачу. Затем команда справляется с самозванец Алого Паука после того, как настоящий Алый Паук заменяет Человека-паука.

### Будущий удар
В конце концов, команда вступает в контакт со Стражами Галактики, которые ищут Спидбола, называя его аномалией времени, прежде чем они снова исчезнут. Сфинкс возвращается, ссылаясь на те же причины и убивает Спидбола. Другой игрок, Адвент, вступает в игру, убивая всех воинов, но Таймслип. Адвент путешествует во времени, пытаясь изменить время, чтобы будущее было сформировано по его собственному желанию. Его сын, Даррион Гробе, пытается остановить его и создает дубликат тела Скоростного мозга, когда он был пойман в ловушку кинетического измерения во время «Время и время снова», чтобы он мог перейти к первой точке изменения, оставив фактически Спидбола в кириллическом размере, означающего, что Даррион Гробе заменил «Спидбола» из New Warriors (vol. 1) #50 и далее. Вместо того, чтобы умереть, новые воины перевозятся до 2092 года, где у них есть семь минут, чтобы спасти себя, пока реальность не будет уничтожена и не прекратится. Между тем, Сфинкс заботится об Адвете в 1996 году, тем самым останавливая Адвента в 2092 году. Новые Воины отправляются в кинетическое измерение голограммой Дарриона Гробе, а с помощью Таймслип и реального Спидбола могут вернуться в свое время.

### Конец тома
Позже, изгоевская фракция Гидра показывает, что она живет в подвале команды еще до того, как команда переехала, но они остановлены объединенными действиями Воинов и Мстителей. Хеликс и Турбо (Мичико) оба решили уйти, но турбо столкнулся с человеком по имени Дэн Джонс, который пришел, чтобы вернуть Торпедо костюм из Turbos wear. Дэн Джонс на самом деле является последним Ужасным призраком Вольксом , противником, с которым воины сражались раньше и кто убил другого Турбо (Майк). Волькс утверждает, что похитил костюм и Пятницу (космический корабль Каймеллианцев, который является не только союзником Пауэр Пак, но и Воинов).
С помощью Мыслителя, Ночного Громилы и Ярости спасают Нэмориту от Солдатов Несчастья, в то время как Воины объединяют силы с Гартаном Заалом, чтобы остановить Волькса, что почти привело к гибели пятницы. Во время приключения Огненная звезда просит Судью жениться на ней, на которой он с радостью соглашается. Ночной Громила, Ярость и Нэморита присоединяются к своим бывшим товарищам по команде, благодаря Мыслителю. Гартан Саал жертвует собой против Волькса, передавая свои полномочия Нове. В конце концов, воссоединившиеся Новые Воины поражают Волькса ценой полномочий Таймcлип. Временная шкала саботирует силовой нейтрализатор Волькса, предназначенный для того, чтобы избавить всех сверхчеловеческих на Земле от их сил. Турбо решает использовать костюм для продолжения в честь Майка, и Алекс Пауэр решает покинуть команду, полагая, что Пауэр Пак может победить Волькса без почти разрушительной Пятницы. Ночной Громила, Нэморита и Ярость воссоединяются с Воинами, когда старые недовольства исправляются, и команда приходит в полный круг. Во время миссии с вторжением в Бадунцев через некоторое время Ультра девушка и Слапстик помогают воинам и впоследствии становятся членами.

### Том 2

#### История публикации
Недолговечное возобновление началось в 1999 году и продолжалось 11 выпусков. Том был написан Джей Фаербером и написано различными художниками, в том числе Стивом Скоттом, Карлом Кершлом и Джамалем Игле. Фаерберт и Илг продолжили сотрудничество по нескольким другим проектам. К оригинальным членам Нэморите, Нове, и Спидболу присоединились вернувшийся член Турбо и новые члены Болт и Иджис. Последним был новый персонаж, напоминающий Ночного Громилу. Рекламный выпуск #0 был отдан журналу Wizarrd.

### История
Спидбол пытается собрать новую команду после расформирования (между первым и вторым томом), но изначально не удается. Нэморита и Нова приходят, чтобы подбодрить его, когда они призваны сражаться с Бластааром и им быстро помогают Болт, Огненная звезда, Судья, Турбо и новый герой Эгида. Хотя Судья и Огненная звезда отказываются воссоединиться с командой, другие герои соглашаются реформировать Новых Воинов. Вскоре после этого они сражаются с группой Еугеникс, которые пытаются убить Нэмориту за то, что она клон.
Затем они вовлекаются в бандитскую войну, по воле Эгиды. Это приводит к разрушению их штаб-квартиры, и команда попадает в засаду Тяжелому металлу. Эта группа злодеев была нанята Джо Сильвермэном, бывшим Черниглавом. Они переезжают в новую штаб-квартиру - пожарную службу, поставленную пожарным по имени Далтон Бек (который на самом деле является злодеем Фирстеике) в качестве уловки Сильвермэна, чтобы он мог достичь костюма Турбо. Они также объединяются с Поколением Икс, чтобы остановить нового злодея Биохезерда. После приключения в метро Турбо решает доверять Далтону своей секретной личностью, а Firestrike колеблется, но в конце концов решает не убивать турбо. Она случайно раскрывает свою личность как Файрстрайк, но он сдаётся и помогает воинам в постижении Сильвермэна. Тем не менее, оба любовника вынуждены разделиться, так как Бек входит в Федеральную программу защиты свидетелей.
В Сиэтле, Ночной Громила и Железный Кулак побеждают Руку, которая способна похитить Железного Кулака. Ночной Громила призывает Воинов помочь ему. Они находят «Железного Кулака» и их противника Юнзо Муто, но ритуал кражи сил «Железного кулака» уже завершен. Юнзо изначально побеждает их из-за их отсутствия совместной работы, но находит свой матч в «Ночном Громиле». Однако усталость поражает, и Воины вынуждены отступить. Затем они сталкиваются с мошеннической чувствительной броней Железного Человека и них побеждают, прежде чем жертвуют своим существованием, чтобы спасти Тони Старка от смерти.
В последнем выпуске серии (New Warriors vol.2, #10) команда (не считая Нову и Спидбола) отправляется на Олимп, привезенная туда Геркулесом и встречает Зевса. Иджиса обвиняют в краже его магического нагрудного знака Геркулесом, но на самом деле это был подарок от Афины. Во время следующей битвы с Геркулесом Эгида доказывает свою ценность, и он принимается как Гераклом, так и Зевсом. Болт также решает показать, что он болен вирусом Legacy для команды. На последних страницах Ночной Громила, видя, что воины, которые делали в последнее время, решают вернуться в команду. Он счастливо принят.

### Том 3

#### История публикации
Шесть выпуск мини-серии заголовком было выпущено начиная с июня 2005 года, написанная Зеб Уэллс и проиллюстрированы Скотти Янгом. Он имеет команду, как звезды реалити-шоу. Линейка включает в себя предыдущие члены Namorita, Ночной Трэшер, Нова и Спидбол, а также один новый персонаж, микроб. Второй новый персонаж, Debrii, присоединяется к вопросу 4. Торговая книга в мягкой обложке набор из всех шести вопросов, был выпущен в январе 2006 года.

#### Гражданская Война
Новых воинов, включая Микроба, Нэмориту, Ночного Громилу и Спидбола (Нова ушел в космос, чтобы сыграть свою роль Аннигиляции), принять участие в телевизионном бой с группой суперзлодеев, которая включает в себя Кобальтового человека, Холодное сердце, Нитро и Спидфрика. Во время боя, Нитро взрывается, убивая 612 человек в Стамфорде, в том числе большинство Новых Воинов и возможно, своих злодеев. Это служит началом Гражданской войны.
На протяжении всей сюжетной линии, пять бывших Новых Воинов (Кинжал, Дэбри, Судья, Силуэт и Ультра девушка) присоединяются к Капитану Америке из Секретных Мстителей, подземной коалиции против регистрации сверхлюдей.
Список Воинов на DestroyAllWarriors.com, вымышленном веб-сайте против Воинов, созданного Хидсайтом, указывает, что все Воины, участвовавших в инциденте в Стэмфорде, были убиты. В список также включен оператор Джон Фернандес. взрыв бросает Спидбола на сотни миль от штата Нью-Йорк. Хотя он пережил взрыв, он был лишены сил из-за кинетической перегрузки. Два несчастных человека, которые нашли его тело после взрыва, случайно были убиты им, когда его тело освободило накопленную кинетическую энергию.
Спидбол похоже находится в заключении, из-за уголовного обвинения за бедствие в Стэмфорде. Однако он восстанавливает свои силы, которые теперь активируются всякий раз, когда он испытывает боль. Чувствуя себя виноватым за свою роль в смерти стольких людей, Спидбол берет на себя новую личность Мученика и присоединяется к финансируемым правительством громовержцам. Огненная  звезда решает уйти из роли супергероя в целом. Хотя позже она стала членом Молодых союзников. Бывший Новый Воин Эгид появляется в X-Factor #9, избегая от удерживающего сверхлюдей подразделения Щ.И.Т. с помощью Джейми Мадрокса. Позже он умирает, выпрыгнув из окна, ожидая, что его доспехи будут защищать его. Судья, Силуэт, Дэбри, Ярость, таймслип, Зеро-Джи и Эгида появляются на обложке Avengers: The Initiative #1 в составе 142 зарегистрированных супергероев. Судья играет важную роль в этой серии в качестве тренера для новобранцев. турбо является Одиночкой и учеником Академии Мстителей. У Тёмного ястреба был вырван его амулет в Мире убийств и Болт умирает от рук своего бывшего наставника агента Зеро.

### Том 4

#### История публикации
В vol. 4 #2 из Новых Воинов, Ночной Громила пытается поговорить с разгромленной Софией Матете, чтобы присоединиться к команде. Она отказывается, а остальная часть команды видна в тени, наблюдая за обменом. В следующем выпуске команда раскрывается, хотя не все их личности. Показана команда:
- Чёрное крыло (Барнелл Бохуск) - Бохуск является лишенным сил мутантом, известного как Клюв. Чёрное крыло носит костюм, основанный на Стервятнике, который дает ему полет, сверхпрочность и способность стрелять из энергетических взрывов.[51]
- Децибел (Джонатон «Йона» Эван Старсмор) - Старсмор является лишённым сил мутантом, известный как Камера. Децибел использует устройство Кло, которое дает ему звуковые способности, включая полет, способность создавать звуковые конструкции и способность стрелять энергетическими взрывами.
- Лонгстрайк (Кристин провод) - Корд является лишённым сил мутантом, известная как Татту и сестра Фазера. Носит версию брони Человека-ходульщика, которая позволяет ей растягивать свои конечности и дает ей сверхпрочную силу.[52]
- Ночной Громила (Дуйэн Тэйлор) - Тейлор единственный член команды, бывший Новый Воин. Он появился во 2 томе как Бандит. Ночной Громила является опытным мастером боевых искусств, а также биоэлектрический мутант.
- Фазер (Кристиан Корд) - Корд является лишённым сил мутантом, известный как Радиан и брат Лонгстрайка. Фазер использует броню, основанную на Жуке , что позволяет ему летать и стрелять энергетическими взрывами.
- Рипкорд (Миранда Ливалд) - Ливальд является лишённым сил мутантом, известна как Стейси Икс. Она также оснащена веб-шутерами, лягушиными пружинами и костюмом Слайда.[53]
- Скайболт (Винсент Стюарт) - Стюарт является лишённым сил мутантом, известный как Реднек. Скайболт носит версию брони Турбо, которая дает ему полет и содержит различные виды оружия.
- Темпест (Энджел Сальвадоре) - Сальвадоре является лишённым сил мутантом, известна как Энджел. Темпест использует технологию, которая дает ей полет, а также огонь и лёд.[52]
- Джубили (Джубилети Ли) - Ли лишена мутантных сил, известна как Джубили. Вондра носит технологию Чародея, позволяющую ей манипулировать гравитацией, которая дает ей полет, сверхпрочность и личное поле силы.[54]

Грейс и Каз также представлены в третьем выпуске. Грейс - подросток, обладающий естественным талантом с технологиями. Каз строит оружие, которое разрабатывает Ночной Громила. В их первой миссии команда поднимается против нового Зодиака. Лонгстрайк убивают, когда она пытается взять на себя эту версию воплощения Рака. В номере #6 команда показывает каждую свою личность остальной части команды. Это первый раз, когда Рипкорд четко обозначена как Стэйси Икс. Ночной Громила не раскрывает свою личность команде, но он раскрывается читателям в конце выпуска.
Ночной Громила объявляет, что он разбивает команду. София приходит в их штаб-квартиру и присоединяется к команде после того, как произнесла страстную речь о том, почему они должны оставаться вместе. Она становится Возрождением. Возрождение использует шесть металлических щупалец, которые могут стрелять энергетическими взрывами. Она также использует технологию, которая создает вокруг неё силовое поле. Несколько новых персонажей вводятся во время серии. К ним относятся команда суперзлодеев по имени Альфаклан. В выпуске #10 третий подросток по имени Аджа представлен в составе вспомогательного состава. Он еще один технологический эксперт, специализирующийся на компьютерах.
Позже в серии команда воспринимает еще одну новую команду суперзлодеев, Дилеров ужасов, когда на них атакует Целевая группа Новых Воинов, частично во главе с детективом Беком Сайкесом. Во время битвы Рипкорд и Скайболт были убиты (Стейси Икс появляется позже с её способностями в Vengeance #1). Команда узнает, что Ночной Громила манипулирует ими всеми, находя артефакты, необходимые для создания машины времени. Его план состоит в том, чтобы вернуться во времени, чтобы остановить несчастный случай в Стэмфорде и удержать своего брата от смерти. Вместо этого команда застревает в будущем, когда страна управляется Железным человеком (который в этой реальности является воскрешенным Дуэйн Тэйлор), а Ночной Громила - Тони Старк Тэйлор убивает беззащитного Старка просто потому, что он «враг государства». Дуэйн заканчивает тем, что должен убить брата, которого он путешествовал во времени, чтобы спасти. Когда команда возвращается в свое время, они соглашаются распуститься.

### Команда Контр Сила
На страницах Avengers: The Initiative #6 (январь 2008) инструктор по тренировке команды «Рукавица» оставлен избитым с помощью «NW» (эмблема «Новых Воинов») напавшей на него. Выясняется, что бывший из Новых Воинов Слапстик напал на Gauntlet из мести за комментарии мужчины о своих мертвых друзьях при бурении инициативных новобранцев. К сожалению Ярость подозревается в преступлении. В Avengers: The Initiative #10 (май 2008) Судья формирует команду, включая бывших Новых Воинов Дэбри, Ярость, Слапстика и Ультра девочки.
В Avengers: The Initiative #12, команда юстиции «Новые Воины» объединяет силы с клоном МВП и оставшимися в живых Алым Пауком в качестве противодействующей силы подпольных зарегистрированных героев, которые намерены следить за действиями Инициативы 50 штатов. Ультра девочка решает оставить Контр Силу, чтобы остаться с Инициативой, сообщив Вэнсу, что она все еще верит в Инициативу.
Команда позже сотрудничает с новой командой Воинов Ночного Громилы, чтобы раскрыть правду об Инциденте Стэмфорда и о смерти первоначального Ночного Громилы.
После расформирования последней команды Воинов, Контр Сила вернула имя Новым Воинам, и они добавили новог Ночного Громилу в свои ряды. С Норманном Озборном, взявшим под контроль Инициативу, Новые Воины возвращаются в лагерь Хаммонд, чтобы показать правду о смерти МВП, но они вынуждены защищать Инициативу от реактивированного клона Тора (теперь называемого Рагнарёком). Во время битвы Воины страдают еще одной жертвой, когда Рагнарёк убивает одного из Алых пауков.
Новые Новые Воины теперь называют себя Сопротивлением Мстителей и являются беглецами, обвиняемыми в освобождении клона Тора. Они работают вместе с Рукавицей и Тигрой. Сопротивление Мстителям позже помогло команде Инициативы под названием «Тяжелые нападающие» отделиться от программы. Позже Ночной Громила был захвачен, и Дэбри уходит из группы.
После «Осады» сопротивление мстителей становится устаревшим. Судья и Тигра становятся сотрудниками Академии Мстителей, а Рукавица возвращается в армию.

### Том 5

#### История публикации
были запущены в феврале 2014 года в рамках All-New Marvel NOW! с Крисом Йостом в качестве писателя и Маркусом в качестве главного художника.
В этой новой команде «Судьи и Спидбола» возвращаются Воины, в то время как Нова (Сэм Александр), Алый Паук (Каин), «Колибри» (Арасели Пенальба), Солнышко (Селах Берк), Нелюдь по имени Хаячи (Марк Сим) и Атлант Водяная змея (Файра Сар Нэмора) входят в число новых членов. Позже были добавлены двое из Новых людей (Джек Ваффлз и мистер Уискерс) в качестве поддерживающих актеров и Силуэт в качестве участника. New Warriors vol. 5 закончился 12 выпуском.

#### История
Выйдя на второй план после отказа от работы своих учителей в Академии Мстителей, Спидбол и Судья оказались в городе Нью-Салем в штате Колорадо, где они немного поработали с Семёркой Салема, но быстро поправляли вещи после того, как это ясно. было не чем иным, как недоразумением; их лидер, Вертиго, позже объясняет Судье, что это место для всех людей, «рожденных от магии», с Семёркой Салема, действующими в качестве резидентских защитников города. В то время как разговор отклоняется от намерения Судьи и Спидбола чтобы реформировать Новых Воинов и трудности, которые вероятно приведут к тому, что неуверенная репутация команды из-за их участия в событиях гражданской войны, они замечают, что телепортацией прибывают в город три загадочные фигуры, одетые в продвинутые доспехи. Одно из этих существ заявляет, что «кровь здесь испорчена», и все должно быть сожжено.
В последующей битве эти три странных индивидуума сообщают Судье о том, как они когда-то пытались помочь детям мутантам, но вместо этого преданы Людьми Икс. В конце концов Спидбол и остальная часть Салем Семи втянуты в бой, но этого все еще недостаточно, чтобы остановить таинственных нападавших, которые заявляют, что Робби тоже «испорчен» - «изменен другой размерной энергией». Незнакомцы выбивают Брутака, одного из городских защитников, чтобы затем взять образец гена из него «по просьбе их лорда». Воспользовавшись отвлечением своих врагов, Судья наносит телекинетический удар по лицу лидера трио и взламывает его доспехи, показывая, что он волосатый гуманоид. По мере того, как Вэнс пытается общаться с ними, загадочные нападавшие просто продолжают свои воззвания против жителей города и мутантов, утверждая, что нет смысла пытаться говорить, поскольку «суд идет», чтобы позже телепортироваться из города.
Вооруженные скудными фактами, которые они узнали об их агрессорах, Судья использует свои телекинетические способности, чтобы продвигать себя и Спидбола в Башню Мстителей с головокружительной скоростью. Их встречает пустое место, за исключением Эдвина Джарвиса, дворецкого, который сообщает им, что Мстители находятся в другом месте и ведёт их в базу данных Мстителей. Там они обнаруживают видеофайл, сделанный Циклопом, который показывает личность городских злоумышленников: Эволюционистов, группу пред-хомо сапенс, которая была преобразована в древнем прошлом Фастосом из Вечных, который дал им передовой интеллект, доспехи и назначил им миссию по защите самых передовых человеческих подвидов от других; в то время, человека разумного. Но эволюционисты решили, что самые продвинутые подвиды в настоящем были мутантами, и что лучший способ защитить их - это уничтожить остальную часть человечества, ситуацию, в которой остались люди Икс.
Раздумывая, почему эволюционеры снова изменили цели, Судья и Спидбол слышат тревогу, и компьютер сообщает им о чрезвычайной ситуации, происходящей в системе метро в Нью-Йорке. Не имея ничего другого, чтобы следить за этим, Судья просит Робби, чтобы он действовал в качестве Мстителя на один день, на который Спидбол отвечает, что он этого не сделает: он будет действовать как (Новый) Воин. Они уходят и приходят как раз вовремя, чтобы спасти Марка Сим и Солнышко, двух неопытных героев, которые пытались остановить вторую группу эволюционеров от убийства мутантов Морлоков, которые живут в канализации Нью-Йорка около метро. Когда противник бежит с приходом Спидбола и Судьи, возникает новая проблема, когда полиция прибывает на место происшествия, и офицеры начинают паниковать от Марка Сима, потому что его внешность совпадает с плохо информированными свидетельствами свидетелей (и из-за общего общественного расстройства у новых Нелюдей, выскакивающих из населения в целом после недавнего вторжения Таноса на Землю). Когда начинается стрельба, четыре героя убегают оттуда в воздухе с Судьёй, защищающим их от пуль.
По мере того, как четверо восстанавливаются на крыше близлежащего здания, Марк уступает его эмоциям, инциденту с полицией, являющейся последней каплей в серии ужасных дней с тех пор, как он получил свои полномочия (и рог на голове). Остальные трое пытаются успокоить его и успокоить его неопределенность в отношении того, что ждет для него будущее. Но аргумент разводят между Судьёй и Солнышком о разных мнениях по этому поводу, которые Робби пытается бронировать или останавливать. Чтобы доказать свою точку зрения и продемонстрировать способности поглощения энергии Марка, Солнышко стреляет в проблемного молодого человека, к потрясению Судье и Спидболу. После того, как ситуация дефинирует, они обсуждают, что делать с эволюционистами: Судья хочет оставить это дело в руках Мстителей, когда они вернутся, но Солнышко убеждает их самим позаботиться о себе. Тем не менее, Судья хочет сначала найти Нову, члена резервистов «Новых Воинов».
Между тем, на солнечных пляжах Мазатлан в Мексика, Арасели и Каин останавливаются, чтобы найти запасы продовольствия после того, как она истощила их своей постоянной закуской.
Увидев, что Нова не отвечает на свой телефон, они возвращаются в Семерку Салема, и благодаря их помощи и волшебным жителям Нового Салема они обнаруживают мальчика. Как выясняется, он вместе с Колибри, Алым Пауком и Файра Сар Нэморой из Атлантиды были похищены отдельно эволюционистами и Высшим Эволюционером и содержались в качестве заключенных на горе Вундагор. Стремясь, они прибывают, когда Эволюционисты собираются выполнить Нову, следуя попытке его и других заключенных. Судья пытается рассудиться с Высшим Эволюционером, но поскольку это дает загадочный отказ, и Нова раскрывает свой план устранения «в основном всех», они предпочитают пропустить дипломатию. Возникает хаотическая борьба с заключенными, Солнышком, Марком и Новыми Воинами, которые формируют импровизированную команду, которая побеждает маленькую армию эволюционистов через их разнообразные и очень разные силы и способности.
Однако, когда его союзники потерпели поражение, Высший Эволюционер ускоряет свой план и решает активировать машину, над которой он работал. Нова пытается остановить его, но он теряет сознание в результате энергетического взрыва. Другие преследуют Высшего Эволюционера и пытаются реанимировать Нову, который бормочет команде о цели машины - убить «людей со способностями». Машина начинает свой процесс, облучая всю гору в розоватый свет: каждый в команде затем спускается на землю, поскольку мучительное ощущение боли мучает их тела и умы. Все, кроме Солнышко, которая является нормальным без изменений человеком без особых генов, чужой родословной или магией.
Заметив это, Высший Эволюционер подходит к ней вежливо и объясняет, что он не предполагал, что ситуация будет происходить именно таким образом; перед вспышкой и борьбой он пытался использовать шлем Новы, чтобы позволить его машине работать более эффективно и быстро, спасая своих жертв от длительной боли, когда они умирают. Кроме того, он не испытывал никакого удовольствия ни от одного из этих событий, и, как он говорил ранее, он хотел бы действовать по-другому, но не успел это сделать; ему сообщили, что Целестиалы - группа безумно могущественных, невероятно технологически продвинутых, почти непреодолимых инопланетян, которые манипулировали жизнью во вселенной миллиардов лет назад в своих собственных таинственных целях, скоро придут к «судьбе» Земли. Если Целестиалы найдут жителей планеты желающими, они уничтожили бы их, и предположительно, на этот раз они ожидали, что Земля будет содержать только один доминирующий вид: человечество без каких-либо ответвлений или каких-либо отклонений. Таким образом, причина, по которой Высший Эволюционер создал машину, чтобы убить любого мутанта, Нелюдя, гибрида или человека любого рода, который мог бы разозлить Целеситалов.

## Другие версии

### MC2
В альтернативной временной линии, известной как MC2, Девушка-паук реформирует Новых Воинов и борется с ними. Однако, когда Девушка-паук совершает перемирие с суперзлодеями «Забавное лицо» и «Лицо ангела», команда избегает её.
Новый состав включает Бузза, Тёмного дьявола, Золотого гоблина, Раптора и двух преступников, разделяющих личность леди ястреб. Команда получает поддержку от Норма Озборна, включая мобильные телефоны, не включенные в список.

### Волчья стая (День М)
В реальности День М, созданной Алой Ведьмой, Люк Кейдж, лидер Человеческого Сопротивления, заключает договоры между соперничающими бандами. Среди них один называется Волчья стая, и большинство его членов были Новыми Воинами в реальости 616. В состав банды входят Тёмный ястреб, Лингспид, Ярость, Спидбол, Турбо и Зеро-Джи.

## Коллекционные издания
Серии были собраны в целый ряд торговых книг в мягкой обложке:
- New Warriors (vol. 1):
  - Beginnings (включает The New Warriors (vol. 1) #1–4 and Thor #411–412), сентябрь 1992, ISBN 0-87135-916-2
  - New Warriors Classic: Volume 1 (включает The New Warriors (vol. 1) #1–6 and Thor #411–412), 208 страниц, август 2009, ISBN 0-7851-3742-4
  - New Warriors Classic: Volume 2 (включает The New Warriors (vol. 1) #7–10, Annual #1; New Mutants Annual (vol.1) #7, Uncanny X-Men Annual #15 and X-Factor Annual (vol.1) #6), 256 страниц, май 2009, ISBN 0-7851-4263-0
  - New Warriors Classic: Volume 3 (включает The New Warriors (vol. 1) #11–19 and Avengers (vol.1) #341–342), октябрь 2011
  - X-Force: Child's Play (New Warriors #45–46), август 2012
  - Spider-Man: The Complete Clone Saga Epic Book 5 (New Warriors #62), 2011, ISBN 978-0785150091
  - Spider-Man: The Complete Ben Reilly Epic Book 1 (New Warriors #65–66), 2011, ISBN 978-0785155454
  - Spider-Man: The Complete Ben Reilly Epic Book 2 (New Warriors #67), 2011
    - Spider-Man and New Warriors: Hero Killers (включает New Warriors Annual #2, Amazing Spider-Man Annual #26, Web of Spider-Man Annual #8, The Spectacular Spider-Man Annual #12)

  - New Warriors Omnibus Vol. 1 (включает New Warriors (vol. 1) #1–26, New Warriors Annual #1–2, Avengers #341–342, material from Thor #411–412, New Mutants Annual #7, Uncanny X-Men Annual #15, X-Factor Annual #6, Amazing Spider-Man Annual#26, Spectacular Spider-Man Annual #12, Web of Spider-Man Annual #8)
- New Warriors: Reality Check (включает The New Warriors (vol. 3) #1–6), 144 страниц, март 2006, ISBN 0-7851-1661-3
- New Warriors (vol. 4):
  - Defiant (включает New Warriors (vol. 4) #1-6), 144 страниц, январь 2008, ISBN 0-7851-2674-0
  - Thrashed (включает New Warriors (vol. 4) #7-13), 168 страниц, сентябрь 2008), ISBN 0-7851-2675-9
  - Secret Invasion (включает New Warriors (vol. 4) #14-20), 176 страниц, март 2009, ISBN 0-7851-3176-0

## Вне комиксов

### Телевидение
- Новые Воины сделали очень краткие миниатюрные появления в мультсериале Фантастическая четвёрка. Тёмный ястреб, Судья и Спидбол были замечены в эпизоде "Битва с живой планетой", "Трио" (и Нэморита вне группы) также появились в серии "Конец света".[76]
- В мультсериале Совершенный Человек-паук (Сезон 1 и 2), группа подростков супергероев обученных в Щ.И.Т. состояла из Люка Кейджа, Новы, Железного Кулака и Белой Тигрицы с Человеком-пауком как лидером группы. Фактические Новые Воины появляются в Совершенный Человек-паук: Паучие войны (сезон 3). А Щ.И.Т. группа молодых героев, команду основал Человек-Паук, команда главных членов состоит из Агента Венома, Амадеуса Чо, как следующий Железный Паук, Ка-Зар, Забу, Плащ и Кинжал, Девушка-белка и Тритон, входит новый член, как Носорог (но предает команду и вернулся прежним в 4 сезоне). Скорость, Тяжесть и Эхо были замечены на экране компьютера Щ.И.Т., указывает на возможность для этих молодых людей, чтобы присоединиться, визуальный и во владении Таксмастера в сюжетной линии. В Ultimate Spider-Man vs. зловещий 6 (сезон 4), других новых членов как Алый паук (Оцкс шпион в реальном, прежде чем его предали), Майлз Моралес, Песочный человек, Мадам-Вэб, Гарри Озборн как Железныйй патриот (под псевдонимом в Patrioteer) и Мэри Джейн Уотсон как Женщина-паук. В финале сезона, другие новые члены, как Фрэнсис Бек как новый Мистерио и Стервятник
- Комедийный ситком телесериал, основанный на «Новых воинах» находился в разработке от Marvel Television и ABC Studios в рамках Кинематической Вселенной Marvel. телесериал должен был состоять из 10 серий по 30 минут каждая и дебютирует на телеканале Freeform в 2018 году, совместно с ABC.[77] Команда должна была состоять из Девушки-белки, Мистера Бессмертного,[78] Ночного Громилы, Спидбола, Микроба и Дэбри.[79] Сообщалось, что в сериале также появится приятель Девушки-белки белка Типпи То.[79] В июле 2017 года на телесериал «Новые Воины» были официально объявлены актёры основного состава: Миланой Вайнтруб в роли Дорин Грин/Девушки-белки, Дерек Телер в роли Крейга Холлиса/Мистера Бессмертного, Джереми Тарди в роли Дуэйна Тэйлора/Ночного Громилы, Келам Уорти в роли , Мэтью Мой а роли Зака Смита/Микроба, Кейт Комер в роли Деборы Филдс/Дэбри и Кит Дэвид в роли Эрнеста Вигмана.[78] В итоге сериал был отменён, из-за потери канала для трансляции шоу.

### Видеоигры
- Объявления на реалити-шоу появляются в виде аудио журналы в Marvel: Ultimate Aliance 2. Позже, есть вырезанная сцена с участием Железного человека смотрящего телевизор в Башне Старка , и он настроился на шоу. Голос Спидбол-слышал о том, что он собирается после Coldheart, и что нитро делают перерыв. Выстрел тогда срезает до Стамфорда, штат Коннектикут, где Нэморита врубает нитро в автобус. После краткого обмена, Нитро говорит Нэморите не стоит его недооценивать. Он взрывается, уничтожив большинство Стамфорда как в комиксе.[80] Спидбол, как покаяние, является играбельным персонажем в игре. Справедливость и Нэморита появляются в камео и Огненная звезда появляется как босс. Несколько новостей аудио клипы о новые воины и новые воины в игровые профили.